# Пригоди Толі Клюквіна
«Пригоди Толі Клюквіна» — радянський сімейний комедійний фільм, знятий в 1964 році режисером Віктором Ейсимонтом. Синтез оповідань відомого дитячого письменника Миколи Носова «Шурик у дідуся» (1956), «Саша» (1938) і «Пригоди Толі Клюквіна» (1961).
Зйомки фільму проходили у Вінниці.

## Сюжет
Одного разу Толя Клюквін йшов по вулиці і побачив на дорозі калошу, що «ворушиться». Дізнавшись, що калошу прив'язав на мотузочку інший хлопчик, Слава Огоньков, Толя знайомиться з ним і пізніше вирішує знову прийти до нього в гості. Відправившись додому і по дорозі налякавши з іграшкового пістолета незнайому бабусю (Тетяна Пельтцер), Толя все ж добирається до будинку. Трохи пізніше Толя знову вирушає на прогулянку. По дорозі йому перебігає дорогу чорна кішка. Повіривши дурному знаку і злякавшись наслідків, Толя повертає в інший бік і потрапляє в такі пригоди, які він і уявити собі не міг.

## У ролях
- Андрій Філатов —  Толя Клюквін
- Тетяна Пельтцер —  Дар'я Семенівна
- Роман Боровков —  Слава Огоньков
- Ніна Гребешкова —  мати Слави
- Євген Весник —  управдом Малінін
- Борис Новиков —  міліціонер
- Марк Перцовський —  лікар в лікарні
- Сергій Філіппов —  бухгалтер домоуправління
- Світлана Харитонова —  медсестра Серафима Андріївна
- Володимир Смирнов —  водій «Волги»
- Віолетта Сеземова —  Іринка, сестра Толі
- Володимир Пешня — епізод
- Ігор Тверськой — епізод
- Зоя Василькова —  лікар швидкої допомоги
- М. Главюк —  епізод
- Анатолій Пратков —  інспектор ДАІ  (немає в титрах)

## Знімальна група
- Автор сценарію —  Микола Носов
- Режисер —  Віктор Ейсимонт
- Головний оператор —  Бенцион Монастирський
- Художник —  Марія Фатєєва
- Композитори:  Анатолій Лепін, Мераб Парцхаладзе
- Текст пісні:  Михайла Пляцковський
- Звукооператор — А. Матвеєнко
- Режисер — І. Сафарова
- Оператор — М. Гойхберг
- Редактор — С. Рубінштейн
- Монтаж — В. Ісаєва
- Грим — Є. Сухова
- Асистенти режисера — А. Кузьмін, М. Купріянова
- Державний симфонічний оркестр кінематографії. Диригент — Емін Хачатурян
- Хор ансамблю пісні і танцю московського палацу піонерів під керуванням В. Локтєва
- Директор картини — Г. Купершмідт